# Michael Oakeshott
Michael Joseph Oakeshott, född 11 december 1901 i Chelsfield i Kent, död 19 december 1990 i Dorset, var en brittisk filosof som särskilt inriktade sig på politisk filosofi, historiefilosofi, religionsfilosofi, pedagogik och estetik. Han är en av 1900-talets mest framstående konservativa tänkare.
Han tog värvning i den brittiska armén i England, Frankrike och Tyskland 1942–1945, varpå han 1947 grundade The Cambridge Journal. Sin professur i statsvetenskap erhöll han 1951 vid London School of Economics – en post som han höll fram till sin pension 1967.
Hans kanske mest kända essä, betitlad Rationalism in politics, är en kritik av det rationella tänkandets överordnade ställning inom främst politik och pedagogik. Oakeshotts kritik av rationalitetstanken har ibland betraktats som en modern motsvarighet till Burkes samtida kritik av den franska revolutionen och dess förnuftsdyrkan.

### Fotnoter
1. 1 2  SNAC, SNAC Ark-ID: w6px1r7z, läs online, läst: 9 oktober 2017.[källa från Wikidata]
2. 1 2  Internet Philosophy Ontology project, läst: 9 oktober 2017.[källa från Wikidata]
3. 1 2  Babelio, Babelio författar-ID: 119424.[källa från Wikidata]

### Allmänna källor
- Oakeshott, M. (1995) Rationalism in politics and other essays, London: Liberty Fund.
- Roberts, P. & Sutch, P. (2007) Politiskt tänkande. Lund: Studentlitteratur.